# Aphroceras
Aphroceras is een geslacht van sponsdieren uit de klasse van de Calcarea (kalksponzen).

## Soorten
- Aphroceras alcicornis Gray, 1858
- Aphroceras caespitosa (Haeckel, 1872)
- Aphroceras cataphracta (Haeckel, 1872)
- Aphroceras cladocora (Haeckel, 1872)
- Aphroceras corticata Lendenfeld, 1891
- Aphroceras elongata (Schuffner, 1877)
- Aphroceras ensata (Bowerbank, 1858)